# (943) Begonia
Pour les articles homonymes, voir Bégonia.
(943) Begonia est un astéroïde de la ceinture principale découvert le 20 octobre 1920 par l'astronome allemand Karl Reinmuth.
Sa désignation provisoire était 1920 HX.
Sa distance minimale d'intersection de l'orbite terrestre est de 1,474089 ua.
Il est nommé d'après le genre Begonia, genre de fleurs.